# 하예영
하예영(1991년 2월 12일 ~ )은 대한민국의 배우이다.

## 학력
- 중앙대학교 예술대학원 공연영상학과 석사졸업
- 서울예술대학교 연기과 졸업

- 석사논문 : 스타니슬랍스키 '정서적기억 연기방법'의 변천 및 적용 방향에 대한 연구 (2025년)

## 출연작

### 영화
- 《모란이 피기까지는》 (2023년) - 예영 역
- 《태몽》 (2022년) - 안주희 역
- 《누아르》 (2021년) - 빈이 역
- 《서명》 (2019년) - 주민 역
- 《녹음실》[2] (2018년) - 선명 역
- 《파란만장》 (2018년) - 교대생 역

### 방송
- 《당신이 판사입니다》 (2022년) - 변호사 역

/ 대법원 양형위원회

### 연극
- 《오이디푸스 왕》[3](2021년) - 소녀 역
- 《불멸의 화가 이중섭》 (2020년) - 배우

## 수상
- 《녹음실》 : 서울국제초단편영화제 블러드부문 선정작
- 《서명》 : 충무로단편영화제 장려상